# Лос-Індіос (Техас)
Лос-Індіос (англ. Los Indios) — місто (англ. town) в США, в окрузі Камерон штату Техас. Населення — 1008 осіб (2020).

## Географія
Лос-Індіос розташований за координатами 26°2′57″ пн. ш. 97°44′6″ зх. д. / 26.04917° пн. ш. 97.73500° зх. д. (26.049043, -97.734887).  За даними Бюро перепису населення США в 2010 році місто мало площу 4,88 км², з яких 4,85 км² — суходіл та 0,03 км² — водойми.

## Демографія
Згідно з переписом 2010 року, у місті мешкали 1083 особи в 288 домогосподарствах у складі 237 родин. Густота населення становила 222 особи/км².  Було 357 помешкань (73/км²).
Расовий склад населення:
| - 93,1 % — білих - 6,5 % — осіб інших рас |

До двох чи більше рас належало 0,5 %. Частка іспаномовних становила 95,5 % від усіх жителів.
За віковим діапазоном населення розподілялося таким чином: 33,5 % — особи молодші 18 років, 52,8 % — особи у віці 18—64 років, 13,7 % — особи у віці 65 років та старші. Медіана віку мешканця становила 32,4 року. На 100 осіб жіночої статі у місті припадало 93,7 чоловіків;  на 100 жінок у віці від 18 років та старших — 87,0 чоловіків також старших 18 років.
Середній дохід на одне домашнє господарство  становив 37 531 долар США (медіана — 27 500), а середній дохід на одну сім'ю — 45 376 доларів (медіана — 36 818). Медіана доходів становила 27 656 доларів для чоловіків та 25 417 доларів для жінок. За межею бідності перебувало 27,8 % осіб, у тому числі 35,7 % дітей у віці до 18 років та 22,2 % осіб у віці 65 років та старших.
Цивільне працевлаштоване населення становило 408 осіб. Основні галузі зайнятості: освіта, охорона здоров'я та соціальна допомога — 29,4 %, виробництво — 16,4 %, роздрібна торгівля — 11,0 %, будівництво — 8,1 %.